# Natation à Madagascar
 (avril 2025).
Motif : pas de sources
- Archive Wikiwix
- Bing
- Cairn
- DuckDuckGo
- E. Universalis
- Gallica
- Google
- G. Books
- G. News
- G. Scholar
- Persée
- Qwant
- (zh) Baidu
- (ru) Yandex

| 1. | Préciser le motif de la pose du bandeau. | Précisez le motif de la pose du bandeau en utilisant la syntaxe suivante : {{admissibilité à vérifier\|date=avril 2025\|motif=remplacez ce texte par le motif}}                            |
| 2. | Informer les utilisateurs concernés.     | Pensez à avertir le créateur de l'article, par exemple, en insérant le code ci-dessous sur sa page de discussion : {{subst:avertissement admissibilité à vérifier\|Natation à Madagascar}} |

 (avril 2025).
 (avril 2025).

La natation à Madagascar est un sport en développement, encadré par la Fédération malgache de natation (FMN). Bien que le pays soit une île entourée d'eau, l'accès aux infrastructures de natation reste limité, notamment en dehors de la capitale, Antananarivo.

## Histoire
La natation compétitive à Madagascar remonte à l'époque coloniale, avec les premières compétitions organisées dans les années 1950. Après l'indépendance en 1960, la natation s'est structurée avec la création de la Fédération malgache de natation.

## Organisation
La FMN est affiliée à la Fédération internationale de natation (World Aquatics) et à la Confédération africaine de natation. Elle supervise les clubs locaux, les championnats nationaux et la participation des nageurs malgaches aux compétitions internationales.

## Compétitions et performances
Les nageurs malgaches participent régulièrement aux :
- Jeux des îles de l'océan Indien : Madagascar a remporté plusieurs médailles, notamment grâce à des nageurs comme Aina Andriamanjato.
- Championnats d'Afrique de natation : Quelques nageurs malgaches se sont distingués au niveau continental.
- Jeux olympiques : Madagascar a envoyé des nageurs aux Jeux, bien que les performances restent limitées en raison du manque d’infrastructures et de financement.https://newsmada.com/2024/07/29/natation-jeux-olympiques-jonathan-raharvel-finit-33e-sur-36-nageurs/

https://www.lexpress.mg/2024/12/natation-mondiaux-deux-records.html?m=1

## Enjeux et défis
Malgré un fort potentiel, la natation à Madagascar fait face à plusieurs défis :
- Manque de piscines adaptées et accessibles dans tout le pays.
- Manque de financements et de soutien aux jeunes talents.
- Nécessité d’un meilleur encadrement technique pour rivaliser avec les grandes nations africaines.https://www.mjs.gov.mg/?p=1489

## Personnalités marquantes
- Aina Andriamanjato – multiple médaillé aux Jeux des îles de l’océan Indien. https://www.moov.mg/article/84616-natation-tojohanitra-le-manque-dinfrastructures-reste-le-blocage
- Hanta Razafindrakoto – première nageuse malgache à participer aux Jeux Olympiques.https://midi-madagasikara.mg/natation-vive-lavenir-beau-double-pour-valisoa/